# Campodonum
Campodonum è una località storica che si trovava nella Northumbria, in quella parte di territorio che prima apparteneva dal regno dell'Elmet. Stando a quanto dice san Beda il Venerabile, ci sarebbe stata una sede regia (forse fatta costruire da Edwin) e una chiesa, costruita da san Paolino.
Beda dice:
(Historia Ecclesiastica Gentis Anglorum)